# 新橋町 (浜松市)
新橋町（にっぱしちょう）は静岡県浜松市中央区の町名。丁番を持たない単独町名である。住居表示未実施。

## 地理
浜松市中央区の南部、新津地区の中西部に位置する。東で法枝町、西で小沢渡町、南で堤町・倉松町・米津町、北で神田町・東若林町・若林町・増楽町と接する。また、飛地は東・北で米津町、西で堤町に接している。飛地がある理由は海岸管理のために各町に割り振られたことに由来する。

### 海
- 太平洋（遠州灘）

### 河川
- 高塚川
- 屋島川

### 学区
小学校・中学校の学区は以下の通りである。
- 浜松市立新津小学校（2767～2775番地を除く）
- 浜松市立砂丘（すなおか）小学校（2767～2775番地）
- 浜松市立新津中学校

## 歴史

### 町名の由来
かつてあった高塚池と沼田池の中間に新しい橋がかけられたことにちなむ。

### 沿革
- 1889年（明治22年）4月1日 - 町村制施行。新橋村は周辺の村と合併し、敷知郡新津村大字新橋となる[書籍 2]。
- 1896年（明治29年）4月1日 - 郡制の施行により新津村の所属郡が浜名郡に変更となる[書籍 3]。
- 1946年 - 赤門幼稚園が開園する。
- 1947年（昭和22年）11月 - 新津村農業協同組合が発足する[書籍 4]。
- 1951年（昭和26年）3月23日 - 新津村が浜松市に編入される。住所表記が浜松市大字新橋となる[書籍 5]。また、新津村農業協同組合が浜松市新津農業協同組合に改称する[書籍 4]。
- 1952年（昭和27年） - 浜松市大字新橋から浜松市新橋町に住所表記を変更する[書籍 6]。
- 1965年（昭和40年）7月 - 6つの農協が合併し、浜松西農協が発足する[書籍 4]。
- 1969年（昭和44年）10月27日 - 浜松バイパスが開通する。
- 1981年（昭和56年） - 浜松市立新津公民館が開設される。
- 1982年（昭和57年） - 新橋郵便局が開設される。
- 1993年（平成5年）12月9日 - 浜松バイパスが4車線化する。
- 1995年（平成7年）
  - 4月1日 - 浜松西農協外13農協が合併し、とぴあ浜松農協発足がする。
  - 9月14日 - 遠鉄ストア新橋店が営業開始する。
- 2007年（平成19年）4月1日 - 浜松市が政令指定都市となる。新橋町は南区の一部となる。
- 2013年（平成25年）4月1日 - 浜松市立新津公民館が浜松市新津協働センターへ改称する。
- 2022年（令和4年）4月 - 幼保連携型認定こども園 遊歩の丘プレスクールが設立される（旧赤門幼稚園）。
- 2024年（令和6年）
  - 1月1日 - 浜松市の行政区再編により、新橋町は中央区の一部となる。
  - 3月29日 - イオンタウン浜松新橋がグランドオープンする。

## 施設
- 学校法人一葉学園 幼保連携型認定こども園 遊歩の丘みなみプレスクール
- 浜松市立新津小学校
- 浜松市立新津中学校
- 浜松市新津協働センター
- 浜松市新橋体育センター
- 浜松新橋郵便局
- JAとぴあ浜松可新支店
- イオンタウン浜松新橋
- 遠鉄ストア新橋店
- ウエルシア浜松新橋町店
- クリエイトSD浜松新橋店
- ジャンボエンチョー浜松南店
- ローソン浜松新橋店
- ファミリーマート浜松新橋南店
- 臨済宗方広寺派 宝的山 蔵興寺（通称：虚空蔵寺）
- 臨済宗方広寺派 光勝院
- 臨済宗方広寺派 禅定山 大通院
- 親合神社

## 交通

### バス
- 遠鉄バス16-4小沢渡線：（浜松駅 方面 - ）虚空蔵寺 - 新橋東 - 新橋町 - 前組 - 新津小学校 - 新田 - 倉松入口 - 小沢渡鉄工団地（ - 柏原西／浜松市総合水泳場 方面）

### 道路
- 国道1号（浜松バイパス）[書籍 7]
- 静岡県道316号舞阪竜洋線（掛舞線）[書籍 8]
- 静岡県道317号米津東若林線（御台場通り）[書籍 9][WEB 9][WEB 10]
- 浜松市道新橋篠原1号線（学校通り（請願道路））[WEB 9][WEB 10]
- 浜松市道新橋2号線（宮東通り）[WEB 9][WEB 10]
- 浜松市道新橋32号線（赤門東通り）[WEB 9][WEB 10]
- 浜松市道新橋61号線（大通院通り）[WEB 9][WEB 10]
- 浜松市道新橋中田島線（さざんか通り）[書籍 10][WEB 11][WEB 12]

## その他

### 警察
警察の管轄区域は以下の通りである。
| 番・番地等 | 警察署         | 交番・駐在所   |
| ---------- | -------------- | -------------- |
| 全域       | 浜松中央警察署 | 可美公園前交番 |

### 消防
消防の管轄区域は以下の通りである。
| 番・番地等 | 消防署   | 本署/出張所 |
| ---------- | -------- | ----------- |
| 全域       | 南消防署 | 本署        |

### 書籍
1. ↑  『わが町文化誌 潮かおる浜の里』浜松市新津公民館活動推進委員会、1995年3月16日、15頁。
2. ↑  『浜松市史 三』浜松市役所、1980年3月26日、176頁。
3. ↑  『わが町文化誌 潮かおる浜の里』浜松市新津公民館活動推進委員会、1995年3月16日、42頁。
4. 1 2 3  『わが町文化誌 潮かおる浜の里』浜松市新津公民館活動推進委員会、1995年3月16日、150頁。
5. ↑  『わが町文化誌 潮かおる浜の里』浜松市新津公民館活動推進委員会、1995年3月16日、58-60頁。
6. ↑  『わが町文化誌 潮かおる浜の里』浜松市新津公民館活動推進委員会、1995年3月16日、60頁。
7. ↑  『わが町文化誌 潮かおる浜の里』浜松市新津公民館活動推進委員会、1995年3月16日、130,131頁。
8. ↑  『わが町文化誌 潮かおる浜の里』浜松市新津公民館活動推進委員会、1995年3月16日、129頁。
9. ↑  『わが町文化誌 潮かおる浜の里』浜松市新津公民館活動推進委員会、1995年3月16日、129,130頁。
10. ↑  『わが町文化誌 潮かおる浜の里』浜松市新津公民館活動推進委員会、1995年3月16日、132頁。

### WEB
1. ↑  “h02_22.csv”.   総務省 (2022年2月10日). 2024年8月7日閲覧。
2. ↑  “chuouku_menseki.xlsx”.   浜松市 (2024年3月12日). 2024年8月7日閲覧。
3. ↑  “静岡県 浜松市中央区 新橋町の郵便番号 - 日本郵便”.   日本郵便. 2025年2月15日閲覧。
4. ↑  “市外局番の一覧”.   総務省 (2022年3月1日). 2024年8月7日閲覧。
5. ↑  “事業所案内及び管轄地域（事務所3件、分室3件）”.   一般社団法人静岡県自動車会議所. 2024年8月7日閲覧。
6. ↑  “住居表示実施状況／浜松市”.   浜松市 (2024年1月4日). 2024年8月7日閲覧。
7. ↑  “浜松市内の飛び地なぜ？：中日新聞しずおかWeb”.   中日新聞社東海本社 (2022年3月21日). 2024年9月16日閲覧。
8. ↑  “学校名から探す／浜松市”.   浜松市 (2024年1月1日). 2024年8月7日閲覧。
9. 1 2 3 4 5  “shindu-map-2p.pdf”.   浜松市新津協働センター (2024年8月5日). 2024年8月7日閲覧。
10. 1 2 3 4 5  “shindu-map-3p.pdf”.   浜松市新津協働センター (2024年8月5日). 2024年8月7日閲覧。
11. ↑  “shindu-map-5p.pdf”.   浜松市新津協働センター (2024年8月5日). 2024年8月7日閲覧。
12. ↑  “shindu-map-4p.pdf”.   浜松市新津協働センター (2024年8月5日). 2024年8月7日閲覧。
13. ↑  “可美公園前交番｜静岡県警察”.   静岡県警察 (2024年4月1日). 2024年8月7日閲覧。
14. ↑  “消防署の町別管轄「に」／浜松市”.   浜松市 (2020年3月25日). 2024年8月7日閲覧。